# Apodontium pacificum
Apodontium pacificum är en rundmaskart som beskrevs av Nathan Augustus Cobb 1920. Apodontium pacificum ingår i släktet Apodontium och familjen Axonolaimidae. Inga underarter finns listade i Catalogue of Life.